# Matthew Burke
Pas d'image ? Cliquez ici

a Compétitions nationales et continentales officielles uniquement.

b Matchs officiels uniquement.
Matthew Burke, né le 15 septembre 1964 à Gosford en Nouvelle-Galles du Sud (Australie), est un joueur australien de rugby à XV et de rugby à XIII, évoluant au poste d'ailier.
Il ne doit pas être confondu avec Matt Burke, autre international australien de rugby à XV.

## Carrière
Matthew Burke débute avec les Wallabies en 1984 à Twickenham face à l'Angleterre. Cette rencontre est la première des quatre test matchs opposant l'Australie aux nations britanniques lors de la tournée de 1984. Il participe également à la victoire face à l'Irlande. Cette tournée voit l'Australie réaliser pour la première fois le grand chelem face aux nations des îles Britanniques.
Trois ans plus tard, il participe à la première édition de la Coupe du monde, disputée conjointement sur les sols néo-zélandais et australien. Il participe à cinq rencontres, dont la demi-finale où l'Australie est battue à Sydney par l'équipe de France sur un essai à la dernière minute de Serge Blanco. 1987 est la dernière saison où il évolue sous le maillot wallaby, sa dernière sélection ayant lieu à Buenos Aires face à l'Argentine. Il a marqué quinze essais en équipe nationale, dont cinq lors de la Coupe du monde 1987.
Il a joué pour le club de Randwick et pour l'équipe de la province de Nouvelle-Galles-du-Sud, les New South Wales Waratahs.
Après la Coupe du monde 1987, Burke passe professionnel dans le club de rugby à XIII de Manly et dispute cinq saisons dans la New South Wales Rugby League avant de prendre sa retraite. 

## Palmarès

### Rugby à XV
- 23 sélections avec l'Australie
- 15 essais, 60 points
- Sélections par saison : 2 en 1984, 5 en 1985, 7 en 1986, 9 en 1987
- Coupe du monde disputée :  1987 (cinq rencontres, cinq essais)

### Rugby à XIII

#### Carrière enNew South Wales Rugby League
- 1988-89 : Manly
- 1990-91 :  Eastern Suburbs
- 1992 : Balmain